# Коновалов, Владимир Фёдорович
Владимир Фёдорович Коновалов (3 октября 1935, Свердловск — 28 мая 2020, Москва) — советский и российский режиссёр документального кино, большей частью спортивной тематики. Лауреат многочисленных национальных и международных профессиональных наград. Заслуженный деятель искусств РСФСР (1983). Лауреат Государственной премии (1985). Академик Всероссийской академии «НИКА». Член КПСС с 1971 года.

## Биография
Родился 3 октября 1935 года в Свердловске (ныне — Екатеринбург) в семье Фёдора Константиновича (строитель) и Марии Михайловны (учитель математики) Коноваловых. В 1958 году окончил Уральский государственный университет имени А. М. Горького, факультет филологии, где получил специальность преподавателя русского языка и литературы. Начал трудовую деятельность на Свердловской студии телевидения редактором и комментатором спортивных программ. С 1960 года работал на центральной студии документальных фильмов (ЦСДФ) помощником режиссёра, одновременно учился во ВГИКе на постановочном факультете (мастерская Романа Кармена). В качестве дипломной работы снял фильм «В воротах — Яшин».
В 1965—1988 годах в качестве режиссёра продолжал работать на ЦСДФ. С 1988 года возглавил на этой студии объединение «Юность». С 1990 года, в связи с реорганизаций в киновидеообъединение, стал её генеральным директором (до 2005 года) и художественным руководителем (до своей кончины в 2020 году). С 1970—1971 годах года читал курс «Кинорежиссура» для слушателей отделения документального кино Высших курсов сценаристов и режиссёров.
Совместно с кинорежиссёрами Саввой Кулишом, Марленом Хуциевым, композитором Микаэлом Таривердиевым в 1993 году стал организатором кинофестиваля «Окно в Европу».
В 1980 году издал книгу «Моя любовь — спортивный фильм». На протяжении всей карьеры снял более 100 фильмов. Увлекался живописью, философией, изучил 14 древних индоевропейских языков. На стихи Владимира Коновалова написана песня «Песня о России», композитор Алексей Карелин.
Скончался в мае 2020 года через 17 дней после смерти своей жены. Похоронен на Ваганьковском кладбище.

## Семья
- Жена — Мещерякова, Алла Дмитриевна (1943—2020) — киноактриса.
- Дочь — Наталья (род. 1967 г.), экономист.
  - внуки — Аркадий, Анисия, Мария
- Сын — Фёдор (род. 1981 г.), программист.
  - Внуки — Владимир, Дмитрий[5].

## Признание и награды
- Вице-президент Гильдии кинорежиссёров России, член комиссии по культуре Олимпийского комитета России
- 1983 год — звание Заслуженный деятель искусств РСФСР
- 1985 год — Лауреат Госпремии РСФСР им. Братьев Васильевых (за цикл фильмов о российской деревне)
- золотая, серебряная и бронзовые медали ВДНХ СССР
- Благодарность Международного Олимпийского комитета за вклад в кинематограф о спорте
- 2001 год — Гран-при конкурса неигрового кино кинофестиваля «Окно в Европу» за фильм «Больше, чем футбол»
- 2008 год — Орден Почёта — за заслуги в развитии отечественной культуры и искусства, многолетнюю плодотворную деятельность[7]

## Избранная фильмография
- 1965 В воротах — Яшин
- 1968 Три капитана (о спортсменах Я. Тальтсе, В. Старшинове, С. Москвине)
- 1969 Эта тяжёлая штанга (о спортивной борьбе между штангистами Я. Тальтса (СССР) и Р. Беднарски (США) на чемпионате мира)
- 1970 Чайковскому посвящается (о IV Международном конкурсе музыкантов им. П. И. Чайковского)
- 1970 Двое на треке
- 1978 Десятая вершина Ирина Родниной
- 1980 Войди в дом крестьянина
- 1984 Такие побеждают (Зимние Олимпийские игры 1984)
- 1987 Рейс сквозь память (о полётах экипажей В. Чкалова и М. Громова через Северный полюс в Америку в 1935 году)
- 1989 Линия судьбы
- 1990 Вратарь XX века
- 1991 Эдуард Стрельцов. Вижу поле
- 1994 Прости нам, Москва (в соавторстве с В. Солоухиным)
- 1997 Если бы был жив Пьер де Кубертен
- 2001 Минувших лет неповторимые черты
- 2001 Больше, чем футбол (о турне «Динамо» по Великобритании 1945 года)
- 2002 Вспоминая Солт-Лейк Сити
- 2003 Рудольф Загайнов: надо побеждать
- 2004 Олимпийские мотивы
- 2005 Лев Яшин — Эдуард Стрельцов. Перекрестки
- 2007—2008 Хроники Олимпиад: взгляд из России («Русские идут!», «Спартакиады против олимпиад» совместно с В. Шатиным)